# 綿德

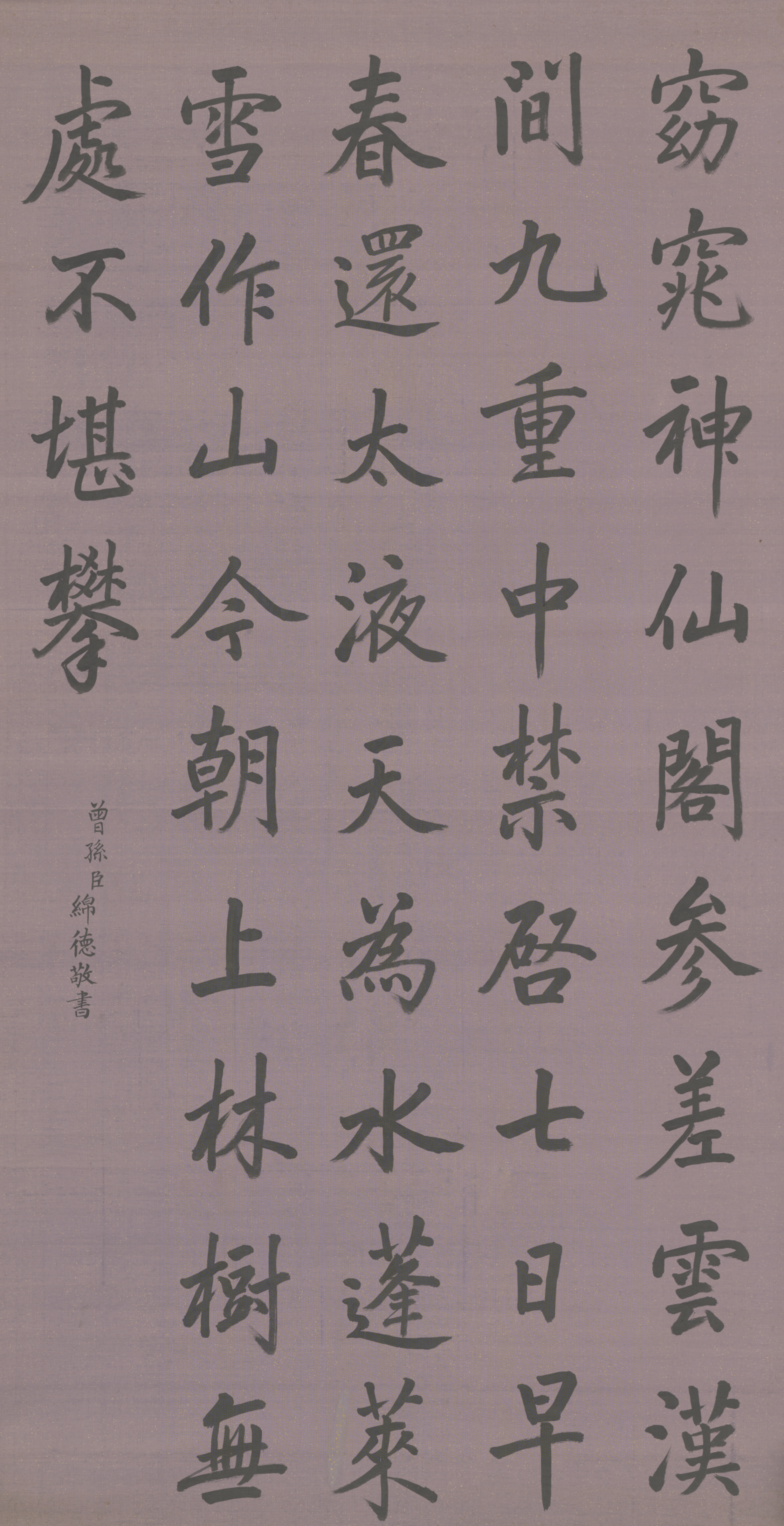
绵德书宗楚客《奉和人日清暉閣宴羣臣遇雪應制》（北京故宫博物院藏）

綿德（穆麟德轉寫：miyan de；1747年8月11日—1786年11月17日），愛新覺羅氏，乾隆帝長孫，定安亲王永璜长子。

## 生平
乾隆十二年（1747年）七月初六日亥時出生，生母為永璜嫡福晉、輕車都尉德海之女伊拉里氏。乾隆十五年（1750年），永璜逝世，綿德受皇祖乾隆帝特恩襲封其父所遺的和碩定親王。乾隆三十七年降多羅定郡王。乾隆四十一年，綿德因與禮部郎中秦雄褒私相往來、饋贈書畫而被削爵，命其守清西陵，由其弟綿恩襲爵。乾隆四十二年封奉恩镇国公，後在乾隆四十九年復封為固山貝子。乾隆五十一年九月，綿德服用陳世官的湯藥後，喘汗已止，諸症大減，惟形氣虛弱、腿膝浮腫，同月二十七日，綿德病逝，終年四十歲。

## 家庭

### 妻妾
- 嫡福晉博爾濟吉特氏，固倫額駙色布騰巴爾珠爾之長女，生母為乾隆帝第三女固倫和敬公主。乾隆十二年出生，乾隆二十六年五月二十四日為和敬公主的生辰，同時綿德阿哥福晉家舉行了初定禮筵宴，七月二十二日丑時，行成婚禮，同年十月初七日，綿德阿哥同福晉詣皇帝前行禮。乾隆二十八年去世，總管太監王軍、陳進君、桂圓先後帶太醫看視福晉時，沒有將福晉之病可怕之處相告太醫，並且在福晉患病時，沒有遣人稟告於和敬公主；媽媽里張氏、嬤嬤陳氏，以及福晉的七名使女為每日近身伺候之人，但是在福晉患病時，未有謹慎地服侍，同年九月初六日，著加恩依照郡王福晉之例辦理其後事[1]。

- 繼福晉伊爾根覺羅氏，和碩額駙福增額之女，乾隆三十年成婚。

### 子女
- 子：固山貝子奕純，乾隆帝之長曾孫，生母為繼福晉伊爾根覺羅氏。奕純嫡福晉為御史薩欣（薩載兄弟）之女伊爾根覺羅氏[2]。

- 女：奕純之姐，其女指給原任員外郎德勝之子[3]。